# Lunas de mala lengua
Lunas de Mala Lengua es el segundo álbum de estudio del intérprete y compositor de rock sevillano Albertucho.
El disco contó con las colaboraciones de Dr Sapo y de Kutxi Romero de Marea entre otros.

## Lista de canciones
1. La Persiana.
2. Manos de Trapo (Más de locos que de sabios).
3. Partirá.
4. Alimaña Pasajera.
5. No existe Viento.
6. Volví a la Barra.
7. Las Moscas.
8. En otro País Distinto.
9. Borracho y Solo.
10. Ni el mismo Dios.
11. Es muy raro.
12. Así Me Va.
13. Que se callen los profetas.
14. El país de los televisores.
15. Piltrafilla.
16. Volando Voy.